# Fort Saint-Joseph (Ontario)
Le Fort Saint-Joseph est un ancien fort britannique situé à l'extrémité sud de l'île Saint-Joseph (en) au bord du Lac Huron en Ontario.
Construit en 1799, il a été l'objet d'affrontements lors de la guerre anglo-américaine de 1812.
Il a été désigné en 1923 en tant que lieu historique national du Canada.